# Seleção sexual em fungos
A seleção sexual foi observada em fungos como parte de sua reprodução, embora eles também se reproduzam frequentemente de forma assexuada. Nos basidiomicetos, a proporção de sexos é inclinada para machos, sugerindo a presença de seleção sexual nesse grupo. A competição macho-macho para fertilizar ocorre em fungos, incluindo leveduras. O sinal de feromônios é utilizado por gametas femininos e por conídios, indicando escolha masculina nesses casos. A competição entre fêmeas também pode ocorrer, como sugerido pela evolução muito mais rápida de genes com viés feminino em fungos.

## Requisitos para a seleção sexual em fungos
A maioria dos fungos pode se reproduzir tanto de forma assexuada quanto sexual. Atualmente, a seleção sexual tem sido mais estudada nos filos Ascomycota e Basidiomycota. Embora os fungos não apresentem sexos distintos, a seleção sexual pode atuar devido à existência de diferentes papéis sexuais e tipos de acasalamento, já que a maioria dos fungos é hermafrodita. Os papéis sexuais podem ser distinguidos em fungos filamentosos que se reproduzem sexualmente. Por exemplo, ascomicetos que se reproduzem sexualmente podem produzir gametas anisogâmicos. Os gametas maiores e imóveis atuam como gametas femininos, enquanto os menores e móveis funcionam como gametas masculinos. O aumento da diferença na razão sexual operacional [en] (OSR) devido à assimetria entre os papéis sexuais resulta na produção de mais gametas masculinos. Além disso, variações na qualidade dos gametas, que poderiam afetar a viabilidade ou aptidão da prole, também podem levar a diferenças nas proporções de gametas femininos e masculinos.
Adicionalmente, a seleção sexual pode ocorrer em fungos se houver um número limitado de um certo tipo de gameta. O gameta limitante é geralmente o feminino, pois sua produção tende a ser mais custosa e envolve maior investimento energético no zigoto.
A maioria dos fungos apresenta um ciclo de vida haplóide-diplóide. A seleção sexual é muito mais relevante na fase diplóide, pois o produto dessa fase passa imediatamente por meiose e não pode mais ser fertilizado novamente.

## Seleção sexual em fungos formadores de cogumelos
Os fungos que formam cogumelos no filo Basidiomycota reproduzem-se sexualmente por meio da migração recíproca de núcleos e possuem uma OSR com viés masculino, o que reforça a presença de seleção sexual nesses fungos. Embora não existam machos tradicionais, há variação entre os tipos de acasalamento responsáveis por atuar como papel sexual masculino ou feminino. Os micélios receptores funcionam como gametas femininos, enquanto o núcleo doador atua como gameta masculino. A seleção sexual pode ocorrer por competição macho-macho ou por escolha feminina. Um estudo demonstrou que a seleção sexual acontece entre o núcleo doador do heterocarionte e o homocarionte receptor, por meio dos dois tipos nucleares no heterocarionte. Esses dois tipos nucleares competem entre si para fertilizar o homocarionte. A escolha feminina entre os tipos nucleares também é possível, pois há um forte viés por um dos dois núcleos. No entanto, há mais evidências de que a competição entre os núcleos doadores é mais determinante, pois foi demonstrado que há variação no sucesso de diferentes núcleos independentemente do micélio receptor. Alguns fatores que podem afetar o sucesso dos núcleos incluem divisão mitótica mais rápida, maior migração e possivelmente um mecanismo que suprime a divisão mitótica na competição.
A maioria dos basidiomicetos possui dois tipos de acasalamento, A e B, que não estão ligados. Contudo, o locus B codifica uma quantidade maior de feromônios por meio de subloci. Cada sublocus pode produzir diversos feromônios, mas codifica apenas um receptor, resultando em alta redundância desses feromônios. Embora apenas um feromônio seja necessário para a fertilização, a presença de uma quantidade elevada aumenta a probabilidade de os feromônios desse indivíduo serem recebidos. Essa característica é hipotetizada como tendo evoluído como resultado da seleção sexual.

## Competição macho-macho em fungos
A competição pode ocorrer em fungos, assim como em plantas e animais, se houver desigualdade na capacidade de acesso a um papel sexual ou tipo de acasalamento. Essa desigualdade pode resultar em maior competição pelo acesso ao outro tipo de acasalamento. A competição também pode surgir se houver variação na qualidade dos gametas. Nos fungos, há competição para fertilizar, o que pode ser visto como equivalente à competição macho-macho em plantas e animais. A seleção sexual em fungos ajuda a explicar certas características, incluindo a alta redundância de feromônios no locus do tipo de acasalamento B, bem como o forte sinal de feromônios em leveduras.
Os gametas masculinos têm a capacidade de se reproduzir assexuadamente como esporos assexuados se não conseguirem se reproduzir sexualmente. Algumas espécies de fungos podem produzir gametas masculinos de dois tamanhos diferentes. Ao longo da evolução, os gametas menores perderam a capacidade de se reproduzir assexuadamente para aumentar a probabilidade de fertilizar um gameta feminino, reduzindo seu tamanho e aumentando tanto a quantidade quanto a motilidade dos gametas masculinos. Isso provavelmente resulta de competição direta, pois houve uma troca para aumentar as chances de fertilização.

## Sinalização por feromônios e a presença de escolha masculina
A sinalização por feromônios é usada em fungos para atrair um parceiro ou avaliar a qualidade desse gameta, sendo mais eficaz em pequenas distâncias. Os gametas femininos geralmente são responsáveis por produzir feromônios para atrair um parceiro. No entanto, feromônios também podem ser liberados por conídios. A escolha masculina pode ocorrer em populações com baixa concentração de gametas masculinos, permitindo que sejam seletivos quanto à fêmea a ser fertilizada. Geralmente, a fêmea com maior concentração de feromônios é escolhida. Em situações onde a fertilização precisa ocorrer em longas distâncias, feromônios solúveis em água podem ser secretados, como observado nos gametas femininos de um quitrídios aquático. O mesmo ocorre em uma espécie de alga oomiceto aquática, onde também foi observada variação na produção de feromônios relacionada à reação masculina. Variações na produção e resposta aos feromônios foram estudadas e mostraram ser influenciadas por condições ambientais e diferenças de desenvolvimento entre os fungos. Embora não comprovado, a produção de feromônios pode levar a um modelo da seleção sexual de Fisher, na qual a produção de feromônios aumenta devido à crescente preferência por ela ao longo das gerações.
Além de ser um método para encontrar um parceiro, a sinalização por feromônios também parece ser utilizada para avaliar a qualidade do parceiro. A produção de feromônios é custosa devido à modificação pós-traducional e, portanto, pode estar sujeita ao princípio da desvantagem, no qual um organismo não pode fingir sua aptidão ao produzi-los. Na levedura brotante isogâmica Saccharomyces cerevisiae, os feromônios são usados para distinguir entre diferentes tipos de acasalamento, mostrando preferência por concentrações mais altas e rejeição de concentrações mais baixas. Contudo, todos os estudos sobre feromônios em fungos foram realizados em laboratório. Mais pesquisas são necessárias sobre os efeitos da densidade natural de gametas, motilidade e produção de feromônios na natureza.

## Possível poliandria e escolha feminina
Mecanismos pós-copulatórios também podem estar presentes em fungos por meio da poliandria, na qual a seleção sexual no nível do zigoto pode ocorrer. Em fungos ascomicetos multicelulares, um micélio haploide produz um corpo frutífero que, por sua vez, gera muitos descendentes também haploides. Cada corpo frutífero tem o potencial de ser fertilizado por mais de um gameta masculino. Experimentos em laboratório mostraram que acasalamentos múltiplos são possíveis, e a fêmea tem a capacidade de abortar seletivamente corpos frutíferos fertilizados de maneira inadequada por uma espécie próxima, mas incompatível.

## Possível competição fêmea-fêmea em fungos
Um estudo mostrou que genes com viés feminino evoluem muito mais rápido do que genes com viés masculino, demonstrado por uma rápida evolução em nível de proteína. Na maioria dos outros eucariotos, genes com viés masculino evoluem mais rapidamente. Isso pode ser devido a traços reprodutivos específicos em fungos, possivelmente permitindo que a competição fêmea-fêmea ocorra em vez da competição macho-macho. Isso também é suportado pela natureza passiva dos conídios durante o acasalamento. Devido à presença de feromônios e à dispersão de gametas masculinos, dois ou mais gametas femininos podem ser atraídos por um único conídio, ou gameta masculino. A presença de cariogamia reforça ainda mais a possibilidade de competição fêmea-fêmea. Em N. crassa, o micélio haploide cresce como tecido vegetativo antes de entrar no ciclo de acasalamento. Esse tecido vegetativo pode ser usado como fonte de fertilização e pode se fundir com o tricógino. Isso faz com que o gameta feminino não esteja mais sujeito à competição macho-macho e à fertilização adicional por um conídio. Os genes com viés feminino estudados, que evoluíram mais rapidamente do que os com viés masculino, fizeram isso independentemente do mecanismo de fertilização. A fertilização por fusão de um núcleo feminino com um núcleo de conídio masculino ou entre um núcleo feminino e um núcleo de tecido vegetativo não alterou essa taxa de evolução.